# بني كديش (عبس)

تعديل مصدري - تعديل

بني كديش هي إحدى قرى عزلة بني حسن بمديرية عبس التابعة لمحافظة حجة، بلغ تعداد سكانها 216 نسمة حسب تعداد اليمن لعام 2004.